# Nowy Dwór (Kluczbork)
Nowy Dwór (niem. Neuhof) – część miasta Kluczbork w południowej Polsce na Górnym Śląsku, w województwie opolskim, w powiecie kluczborskim, w gminie miejsko-wiejskiej Kluczbork.
Rozpościera się wzdłuż ulicy Nowodworskiej, na południowy zachód od centrum Kluczborka. Jest to jedyna nazwana część miasta Kluczborka w systemie TERYT (SIMC 0965625).